# Dichotrachelus paulinoi noctivagus
Dichotrachelus paulinoi noctivagus é uma subespécie de insetos coleópteros polífagos pertencente à família Curculionidae.
A autoridade científica da subespécie é Meregalli, tendo sido descrita no ano de 1987.
Trata-se de uma subespécie presente no território português.